# Cesare Bendinelli
Cesare Bendinelli (Verona, 1542 – Monaco, 1617) è stato uno scrittore e trombettista italiano.

## Biografia
Bendinelli fu un famoso trombettista; attivo tra il 1562 e il 1565 a Schwerin, dal 1567 al 1580 prestò servizio presso la corte di Vienna. Dal 1580 sino alla morte fu capo-trombettista di corte a Monaco. Nel 1614 presentò all'Accademia Filarmonica di Verona il suo trattato Tutta l'arte della trombetta, la prima guida conosciuta concernente la tromba e il suo impiego, che fu accolta favorevolmente dai migliori trombettisti del suo tempo. Questo manoscritto raccoglie insieme i primi pezzi noti per chiarina, datati 1584-8 (27 recercare, 27 Tocade e segnali militari, chiamati Tocade di Guerra, 2 composizioni denominate modo di sonare da Alto ò Basso, 2 sarasinette e 1 Intrada, e 332 sonade per 5 trombe).